# Ptolémée VIII
Sauf précision contraire, les dates de cet article sont sous-entendues « avant l'ère commune » (AEC), c'est-à-dire « avant Jésus-Christ ».
Pour les articles homonymes, voir Ptolémée (homonymie).
Ptolémée VIII Évergète II  Tryphon Le Bienfaiteur, Magnifique (parfois surnommé Physcon Φύσκων, Le Ventru en raison de son obésité) est un souverain d'Égypte de la dynastie des Lagides. Il est co-roi de 170 à 163 avec son frère Ptolémée VI Philométor, puis devient roi de Cyrénaïque de 163 à 145, puis redevient roi d'Égypte de 145 à 116. Il est le fils de Ptolémée V Épiphane et de la reine Cléopâtre Ire Syra. Sa date de naissance est inconnue, peut-être en 186 (ou 184 ou 183). Il est porté sur le trône par les Alexandrins, en 170, lorsque son frère Ptolémée VI est fait prisonnier par le roi Séleucide, Antiochos IV Épiphane (175-164).
Selon des nomenclatures anciennes, c'est lui qui portait le numéro VII et son neveu le VIII.

## Biographie

### Règne
Il est le fils cadet de Ptolémée V Épiphane et de Cléopâtre Ire, fille d'Antiochos III le Grand, et le frère de Ptolémée VI Philométor. Quand son oncle maternel Antiochos IV envahit l'Égypte vers 170, il installe Ptolémée VI comme un roi titulaire sur le trône ; cependant les Alexandrins n’acceptent pas cette décision et proclament comme roi, son frère Physcon sous le nom de Ptolémée VII. Mais l'intervention diplomatique des Romains entraîne le départ d'Antiochos IV et le rétablissement de Ptolémée VI qui règne conjointement quelque temps avec son frère et leur sœur Cléopâtre II. Mais les deux frères ne s'entendent pas et, en 163, Ptolémée VIII devient roi de Cyrénaïque laissant l'Égypte à Ptolémée VI. Les relations entre les deux rois restent conflictuelles puisqu'en 154, Ptolémée VIII tente, en vain, d'enlever Chypre à son frère avec l'appui du sénat romain et en dépit de l'opposition de Caton l'Ancien, partisan de Ptolémée VI. Fait prisonnier par son frère lors de cette tentative, il est épargné et renvoyé en Cyrénaïque.
À la mort de Ptolémée VI, tué sur l'Oronte en 145 dans sa lutte contre l'usurpateur du royaume de Syrie, Alexandre Ier Balas, Ptolémée VIII tente de s'emparer du trône d'Égypte. Il se voit opposer par sa sœur Cléopâtre II le fils qu'elle a eu de Ptolémée VI, Ptolémée VII Eupator (vers 145-144). Pour éliminer son neveu, encore jeune, Ptolémée VIII épouse la mère de celui-ci, Cléopâtre II, puis la fille de cette dernière et de son prédécesseur, sa nièce Cléopâtre III (sans répudier la mère de cette dernière). Le jeune Ptolémée VII est assassiné selon certains auteurs le soir des noces de sa mère et de Ptolémée VIII. Ces rivalités de famille compliquées entraînent des conflits nombreux entre la mère et la fille en particulier.
En 131-130, Cléopâtre II parvient même à chasser Ptolémée VIII de sa capitale Alexandrie, dans une émeute où le feu est mis en partie au palais royal. Elle offre le trône à son gendre Démétrios II Nicator qui s'avance jusqu'à Péluse. Pendant cette période trouble du pouvoir alexandrin, la Thébaïde fait sécession sous le règne d'un souverain indigène se proclamant pharaon. Il prend le nom d'Harsiesi, fils d'Osiris et gouverne la Haute-Égypte pendant au moins deux années, étant attesté à Thèbes et à Ankyrônpolis où deux papyri écrits en démotique ont été retrouvés.
Ptolémée VIII se réfugie à Chypre, avec Cléopâtre III, où de rage il fait assassiner le fils de douze ans, Ptolémée Memphitis, qu'il a eu avec Cléopâtre II puis il expédie les morceaux démembrés à sa mère. La reine possède le soutien des intellectuels et savants, nombreux à Alexandrie, qui n'oublient pas que l'une des premières décisions de Ptolémée VIII en 144 a été de chasser de nombreux savants d'Alexandrie dont le philologue Aristarque de Samothrace, ainsi qu'une partie de la population juive de la capitale. Ptolémée s'appuie, chose nouvelle, sur la population autochtone, traditionnellement peu concernée par ces querelles intestines à la dynastie. Il reprend son trône en 129 et Cléopâtre se réfugie alors auprès de son gendre Démétrios II Nicator. Elle ne retourne à Alexandrie qu'en 124, se réconciliant avec son frère et sa fille. Il semble que le mariage de la fille de Ptolémée VIII et de Cléopâtre III, Cléopâtre V Séléné avec Antiochos VIII Gryphos ait servi de prétexte à cette réconciliation. En 118, plusieurs décrets pris conjointement par Ptolémée VIII et les deux Cléopâtre, dont un d'amnistie, semblent prouver la fin des troubles dynastiques.
Ptolémée VIII meurt en 116. Le portrait de ce prince est pour le moins contradictoire. Les historiens grecs ou hellénisés en font le portrait d'un tyran sanguinaire mais pour certaines sources il se montre un souverain capable, remarquable administrateur et sait conquérir, chose rare chez les Lagides, l'affection des Égyptiens. Son règne constitue la dernière grande période de l'histoire des Lagides avant le règne de Cléopâtre VII.
Son fils Ptolémée IX lui succède.

## Notes et références

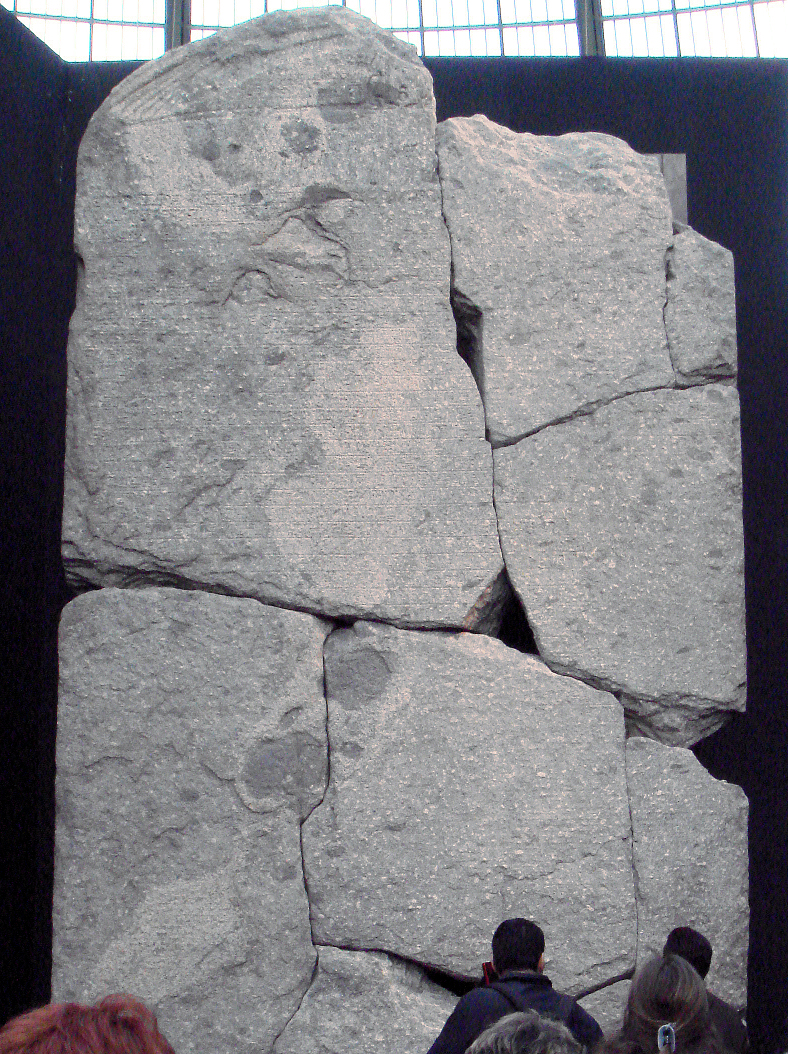
Stèle monumentale attribuée à Ptolémée VIII, glorifiant son règne et décrivant son soutien des dieux égyptiens. La stèle a été gravée à la fois en hiéroglyphes et en grec.